# Xaver Kurmann
Xaver Kurmann (ur. 29 sierpnia 1948 w Emmen) – szwajcarski kolarz torowy i szosowy, dwukrotny medalista olimpijski, trzykrotny medalista torowych i brązowy medalista szosowych mistrzostw świata.

## Kariera
Pierwszy sukces w karierze Xaver Kurmann osiągnął w 1967 roku, kiedy został mistrzem kraju w indywidualnym wyścigu na dochodzenie. W tej też konkurencji zdobył brązowy medal na igrzyskach olimpijskich w Meksyku w 1968 roku, gdzie uległ jedynie Francuzowi Danielowi Rébillardowi oraz Duńczykowi Mogensowi Freyowi. Dzięki temu został pierwszym Szwajcarem w historii, który zdobył medal olimpijski w kolarstwie torowym. Na tych samych igrzyskach Szwajcarzy z Kurmannem w składzie odpadli już w eliminacjach rywalizacji drużynowej. W tym samym roku Xaver zdobył jednak jeszcze jeden medal - podczas torowych mistrzostw świata w Montevideo zajął drugie indywidualnie, przegrywając tylko z Freyem. Na rozgrywanych w 1969 roku mistrzostwach świata w Antwerpii Szwajcar zwyciężył w swej koronnej konkurencji, podobnie jak podczas mistrzostw świata w Leicester w 1970 roku. W 1969 roku wziął także udział w szosowych mistrzostwach świata w Brnie, gdzie wspólnie z Bruno Hubschmidem, Josefem Fuchsem i Walterem Bürkim wywalczył brązowy medal w drużynowej jeździe na czas. Ostatni medal zdobył na igrzyskach olimpijskich w Monachium w 1972 roku, zajmując drugie miejsce w indywidualnym wyścigu na dochodzenie za Knutem Knudsenem z Norwegii. Wielokrotnie zdobywał medale mistrzostw Szwajcarii, zarówno w kolarstwie torowym jak i szosowym. W wyścigach szosowych jego największe osiągnięcia to zwycięstwa w szwajcarskich: Giro del Mendrisiotto w 1972 roku, wyścigu Malters-Schwarzberg w 1972 i 1973 roku oraz Rund um Reiat w 1974 roku.